# JM De Guzmán
Juan Miguel de Guzmán (9 de septiembre de 1988), conocido artíticamente como JM De Guzmán, es un actor, luchador profesional y cantante pop filipino.

## Carrera
JM De Guzmán comenzó su carrera primeramente iniciando en el modelaje para la red televisiva TVC. Lo cual era un elenco de Ang TV 2 (él era conocido como JM "Butik" De Guzman), donde sus batchmates incluyó también a otros famosos artistas como Sarah Geronimo, Shaina Magdayao y Denise Laurel. Durante sus años en la escuela primaria y secundaria, estudió en la Escuela Lourdes en Ciudad Quezón y más adelante formó parte de un grupo llamado LBV.
En 2005, fue aceptado por la Universidad de Diliman donde obtuvo un Certificado en Artes Teatrales, con especialidad en Estudios de Performance. Fue aprendiz de actuación y personal de un grupo de teatro llamado, Dulaang UP.
En 2006, se unió al Club de Lucha Libre y eventualmente se convirtió en el presidente y representante de atletismo. Ganó medallas en diversas competiciones, sancionadas por la Asociación de Lucha Libre de Filipinas, en la que representó al Club de Lucha UP del Equipo de Quezon City Wrestling. En 2007, ganó una medalla de plata en Ciudad Quezón, durante un Festival Olímpico conocida como la " National Capital Region".
También compitió en artes marciales mixtas (MMA), como representante de la MMA Team. En la que tuvo un registro de combate 1-1: aunque perdió su partido organizada por la Universidad URCC 2007 y ganó en el SPRAWL de 2009 y en el evento BRAWL MMA amateur.

## Filmografía

### Televisión
| Año          | Título                                                  | Personaje                         | Canal       |
| ------------ | ------------------------------------------------------- | --------------------------------- | ----------- |
| 2012         | Maalaala Mo Kaya: Kurtina                               | Acmad                             | ABS-CBN     |
| 2012         | Angelito: Ang Bagong Yugto                              | Angelito Santos                   | ABS-CBN     |
| 2012         | Sarah G. Live                                           | Himself (Guest Co-Host)           | ABS-CBN     |
| 2011–2012    | Angelito: Batang Ama                                    | Angelito Santos                   | ABS-CBN     |
| 2011         | I Dare You                                              | Himself (as Kapamilya Challenger) | ABS-CBN     |
| 2011         | Maalaala Mo Kaya: The Marcelito Pomoy Story "Balot"     | Marcelito Pomoy                   | ABS-CBN     |
| 2011         | Mula Sa Puso                                            | Gabriel Maglayon                  | ABS-CBN     |
| 2011         | Maalaala Mo Kaya: Pasaporte                             | Jay                               | ABS-CBN     |
| 2011–present | [                                                       | Himself (Boys R Boys)             | ABS-CBN     |
| 2010         | Banana Split                                            | Himself                           | ABS-CBN     |
| 2010         | Precious Hearts Romances Presents: Alyna                | Yael                              | ABS-CBN     |
| 2010         | Precious Hearts Romances Presents: Kristine             | Nathaniel Cervantes               | ABS-CBN     |
| 2010         | Precious Hearts Romances Presents: Midnight Phantom     | Mike Castillo                     | ABS-CBN     |
| 2010         | Precious Hearts Romances Presents: The Substitute Bride | Jimmy                             | ABS-CBN     |
| 2008         | Pelikuletran: New Arrival (Letran Short Film Festival)  | Miko                              |             |
| 2003         | Magpakailanman: Ricky Reyes Story                       | Totoy Reyes                       | GMA Network |
| 2000–2001    | Ang TV 2                                                | JM "Butik" De Guzman              | ABS-CBN     |

### Películas
| Año  | Título                        | Personaje       | Producción cinematográfica |
| ---- | ----------------------------- | --------------- | -------------------------- |
| 2015 | That Thing Called Tadhana     | Anthony         | Cinema One                 |
| 2012 | Pridyider                     |                 | Regal Films                |
| 2012 | Intoy Siyokoy ng Kalye Marino | Intoy           | Cinemalaya                 |
| 2012 | My Cactus Heart               | Val             | Skylight Films             |
| 2011 | Ang Babae sa Septic Tank      | Bingbong        | Cinemalaya                 |
| 2011 | Mate                          | JM de Guzman    | Team Banila of Letran      |
| 2010 | My Amnesia Girl               | Eric            | Star Cinema                |
| 2010 | Rekrut                        | Lando dela Cruz | Cinemalaya                 |
| 2010 | Pendong                       | Juan            | Oxin Media Productions     |
| 2010 | Miss You Like Crazy           | JM Recto        | Star Cinema                |
| 2009 | Last Supper No. 3             | Andoy Pamatid   | Cinemalaya                 |

## Discografía

### Álbum de estudio
| Artista      | Álbum        | Pistas | Año  | Reconocimiento |
| ------------ | ------------ | --- | ---- | -------------- |
| JM De Guzman | JM De Guzman | Carried Away Pagdating Ng Panahon Out Of My League Bizarre Love Triangle Collide Kiss Me True Yakap Sa Dilim Give You The World Sa May Bintana Nothing Compares 2 U Carried Away (Acoustic Version) | 2011 | Ivory Records  |